# ملبد بن حرملة الشيباني
ملبد بن حرملة الشيباني (توفي سنة 138هـ / 755 أو 756م) هو أحد الزُّعماء الخوارج من قبيلة بنو شيبان، خرج في الجزيرة الفراتية ثائرًا على الخليفة العبَّاسي أبو جعفر المنصُور سنة 137هـ / 755م، غير أن الجيش العبَّاسي بقيادة خازم بن خُزَيمة التَّميمي تمكَّن من القضاء عليه مع أتباعه.

## ثورته وازدياد قُوته
يعد ملبّد بن حرملة الشيباني من أوائل الخارجين على حكم الخليفة العبَّاسي أبو جعفر المنصور سنة 137هـ / 755م، فعاث في الأرض مع ألف فارس في الجزيرة الفُراتيَّة. في البداية وجَّه الخليفة، بكَّار المروزي غير أنه قُتل، ثم أسند المهمة ليزيد بن حاتم المهلبي إلا أنه انهزم وفر من المعركة. وجَّه أبو جعفر مولاه مُهلهل بن صفوان على رأس ألفين من نخبة الجند، إلا أن ملبد هزمهم واستباح عسكرهم وتفاقم أمره، فتوجَّه إليه نزار الخُراساني ثم زياد بن مشكان في جمعٍ كثير ثم صالح بن صبيح على رأس جيشٍ كثيف وخيل كثيرة، ثم سار إليه حميد بن قحطبة بحملاتٍ منفردة إلا أنهم تعرضوا جميعًا للهزيمة، واضطَّر حميدًا لإعطاء ملبَّد 100 ألف درهم على أن يكف عنه. وفشلت حملة عبد العزيز بن عبد الرَّحمن الأزدي (أخو عبد الجبَّار الأزدي) وضم إليه زياد بن مشكان، إلا أن ملبد كمن لهم وتمكن من هزيمتهم وقتل الكثير من الجند في سنة 138هـ / أواخر 755 أو أوائل 756م.

## هزيمته ومقتله
قرر أبو جعفر استدعاء خازم بن خُزَيمة التَّميمي وانتدابه على رأس ثمانية آلاف من الجند لقتال ملبد وإنهاء شره، فسار الأخير حتى نزل الموصل والتقى بملبد قربها. حاول ملبد عمل الحيلة للإيقاع بخازم وجيشه بادعاء هزيمته في أول المعركة، فسار من صباح الغد يريد الهرب، فخرج خازم في أثره وترك الخندق الذي عمله، وحينها، شن ملبد وأصحابه هجومًا عنيفًا على ميمنة وميسرة جيش خازم وتمكنوا من الإطباق عليهم، وكان خازم في القلب، فنادى بين جنده: «الأرض الأرض!»، فنزلوا ونزل ملبد وأصحابه وعقروا دوابهم، ثم أمر خازم فرقة فضلة بن نعيم برشق ملبد وأتباعه بالنبال في حال لم يراه وحال دونهم الغُبار، ففعل فضلة بن نعيم ذلك، وتراجع جند خازم ليُقتل ملبد ومعه 800 مُقاتل من أتباعه وتفرَّق عنه البقيَّة لتنتهي ثورته سنة 138هـ / 755 أو 756م. تمثَّل أحد الشُّعراء واصفًا الحدث:

### فهرس المنشورات
1. ↑  ابن الأثير (2005)، ص. 796-797.
2. ↑  العاني (1981)، ص. 213-217.
3. ↑  العاني (1981)، ص. 217-219.
4. ↑  ابن الأثير (2005)، ص. 797.
5. ↑  البلاذري (1996)، ج. 4، ص. 337.

### معلومات المنشورات كاملة
الكتب مرتبة حسب تاريخ النشر
- حسن فاضل زعين (1981)، سياسة المنصور أبي جعفر الداخلية والخارجية، بغداد، OCLC:4770734406، QID:Q126164117{{استشهاد}}:  صيانة الاستشهاد: مكان بدون ناشر (link)
- البلاذري (1996)، جمل من كتاب أنساب الأشراف، تحقيق: سهيل زكار، رياض زركلي، بيروت: دار الفكر للطباعة والنشر والتوزيع، OCLC:122969004، QID:Q114665392{{استشهاد}}:  صيانة الاستشهاد: ref duplicates default (link)
- ابن الأثير الجزري (2005)، الكامل في التاريخ، مراجعة: أبو صهيب الكرمي، عَمَّان: بيت الأفكار الدولية، OCLC:122745941، QID:Q123225171